# 원플러스 8T
원플러스 8T(OnePlus 8T)는 원플러스가 2020년 10월 14일 출시한 안드로이드 스마트폰이다. 이 전화기의 변종은 T-모바일 US에서 원플러스 8T+로 판매된다.